# Rudolf Hartmann (Regisseur)

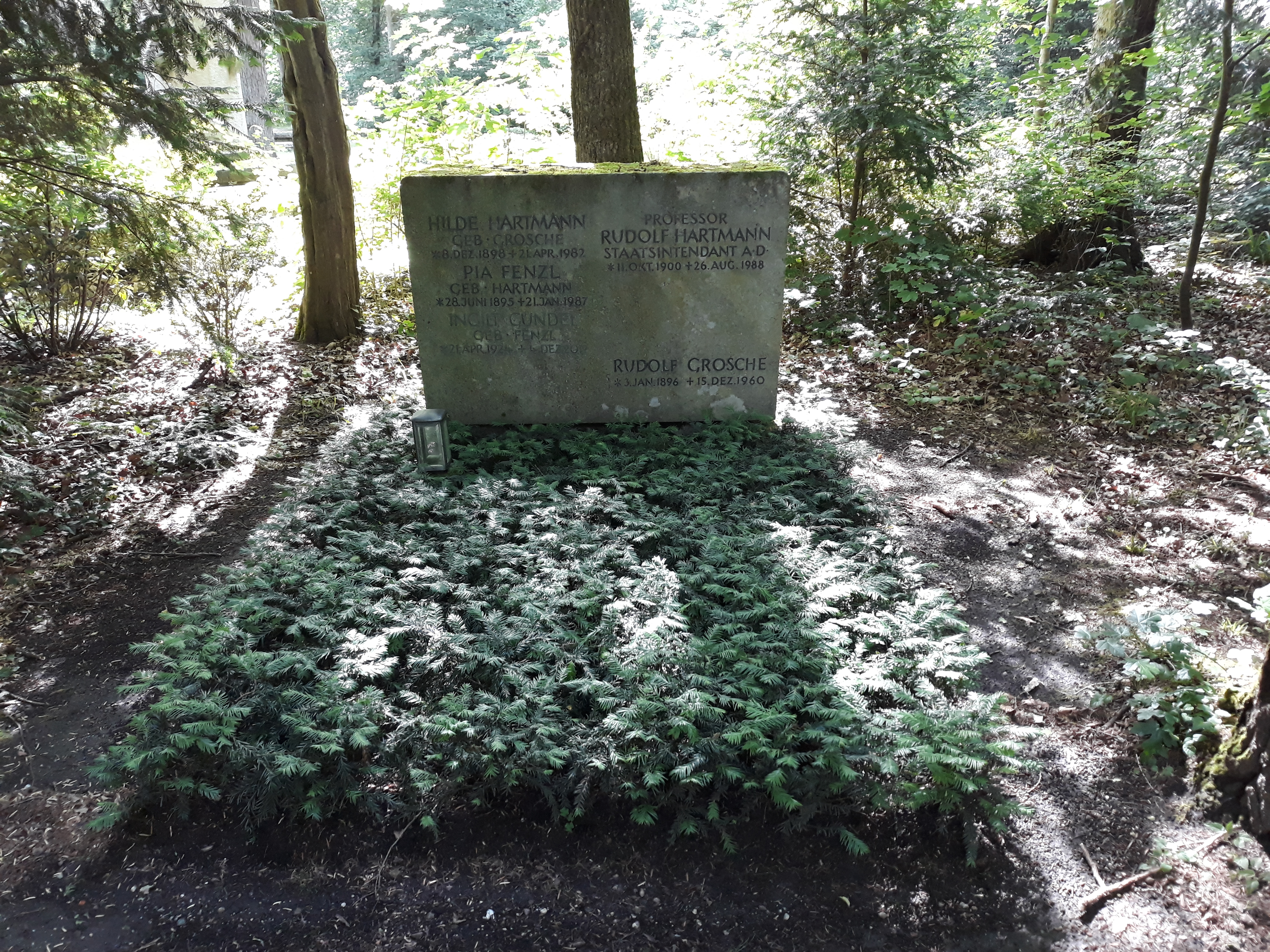
Das Grab von Rudolf Hartmann auf dem Waldfriedhof München

Rudolf Otto Hartmann (* 11. Oktober 1900 in Ingolstadt; † 26. August 1988 in München) war ein deutscher Opernregisseur und -intendant.

## Leben
Rudolf Hartmann, Sohn des Direktors eines Gymnasiums in Ingolstadt, widmete sich nach dem Abitur dem Studium der Musikwissenschaften an der Münchner Musikhochschule und an der dortigen Universität, das er mit dem Erwerb des akademischen Grades eines Dr. phil. abschloss. Nach Absolvierung einer Bühnenbildnerschule debütierte Hartmann als Opernsänger am Stadttheater von Bamberg, 1928 wechselte er als Oberspielleiter nach Nürnberg, 1934 an die Staatsoper Berlin, wo seine Zusammenarbeit mit Clemens Krauss begann, der ihn 1937 als Opernregisseur an die Münchner Staatsoper holte, eine Funktion, die er bis 1944 wahrnahm. Nach dem Zweiten Weltkrieg wurde er zum Oberspielleiter am Nürnberger Opernhaus bestellt. 1951 inszenierte er bei den ersten Bayreuther Festspielen nach dem Untergang des NS-Regimes Die Meistersinger von Nürnberg. Diese Inszenierung war auch im Folgejahr zu sehen. 1952 übernahm er die Intendanz der Bayerischen Staatsoper in München, die er bis 1967 innehatte. 
Rudolf Hartmann inszenierte Uraufführungen bedeutender Opern von Richard Strauss (Friedenstag 1938 in München; Capriccio 1942 in München; Die Liebe der Danae 1952 in Salzburg), Carl Orff (Der Mond 1939 in München) und Paul Hindemith (Die Harmonie der Welt 1957 in München), daneben vor allem Opern von Wolfgang Amadeus Mozart und Richard Wagner.
Er führte Regie bei Mozarts Oper Die Hochzeit des Figaro, die anlässlich der Eröffnung des Theaters der Stadt Schweinfurt am 1. Dezember 1966 aufgeführt wurde.
Hartmann erhielt 1960 das große Verdienstkreuz des Verdienstordens und wurde 1984 mit dem Bayerischen Maximiliansorden für Wissenschaft und Kunst ausgezeichnet.

## Schriften
- Das geliebte Haus. Mein Leben mit der Oper, 1975
- Richard Strauss. Die Bühnenwerke von der Uraufführung bis heute, 1980